# Chiesa di San Giovanni Battista (Velo Veronese)
La chiesa di San Giovanni Battista è la parrocchiale di Velo Veronese, in provincia e diocesi di Verona; fa parte del vicariato della Valpantena-Lessinia Orientale.

## Storia
L'originaria cappella di Velo Veronese, costruito in epoca medievale, fu sostituito nel 1485 da una chiesa realizzata dal capomastro Donato da Lugo.
Nel 1529 la comunità di Velo venne eretta a parrocchia autonoma.
Il campanile fu edificato tra il 1838 e il 1840; la chiesa venne poi interessata il 1885 ed il 1890 da un generale intervento di rifacimento e di ampliamento.
La parrocchiale venne restaurata nel 1960; nella seconda metà di quel decennio, in ossequio alle norme postconciliari, furono realizzati l'altare rivolto verso l'assemblea e l'ambone.

## Descrizione

### Esterno
La facciata a salienti della chiesa, rivolta a nordovest e suddivisa da paraste sopra le quali vi sono dei pinnacoli, presenta al centro il portale d'ingresso, sormontato da una lunetta caratterizzata da un rilievo ritraente San Giovanni Battista, e il rosone, mentre ai lati si aprono due finestre.
Annesso alla parrocchiale è il campanile a base quadrata, la cui cella presenta su ogni lato una serliana ed è coperta dalla guglia poggiante sul tamburo.

### Interno
L'interno dell'edificio si compone di tre navate, suddivise tra loro da una serie di arcate a tutto sesto rette da colonne in rosso ammonitico, elevate su alti basamenti e coronate da capitelli; la navata centrale è scandita in quattro campate coperte da volte a crociera costolonate dipinte con motivi floreali, mentre le navatelle sono coronate da otto volte anch'esse a crociera; sui fianchi si aprono, attraverso archi divisi da semicolonne in pietra, le cappelle laterali e, sulla sinistra, l'accesso secondario.
Al termine dell'aula si sviluppa il presbiterio, lievemente rialzato e coperto da una volta a crociera costolonata, decorata sulle quattro vele con affreschi raffiguranti gli Evangelisti; l'ambiente accoglie nel mezzo il ligneo altare postconciliare a mensa, ornato con un paliotto bronzeo raffigurante l'Ultima Cena, mentre più indietro è collocato l'antico altare marmoreo. Ai lati si trovano la cappella feriale sulla destra e un ambiente parrocchiale sulla sinistra, sormontati da un matroneo; sul fondo, dietro all'abside poligonale coronata dal catino a tre spicchi dipinti, si apre attraverso tre arcate a tutto sesto il deambulatorio, coperto da tre volte a crociera costolonate.